# Black Mirror
Black Mirror è una serie televisiva britannica, ideata e  prodotta da Charlie Brooker per Endemol Shine Group. Si tratta di una serie antologica, in quanto scenari e personaggi sono diversi in ogni episodio. La fiction è incentrata sui problemi di attualità e sulle sfide poste dall'introduzione di nuove tecnologie, in particolare nel campo dei media (il titolo infatti si riferisce allo schermo nero di ogni televisore, computer o smartphone). È stata trasmessa in prima visione su Channel 4 dal 4 dicembre 2011 e in Italia su Sky Cinema 1 dal 10 ottobre 2012. Dalla terza stagione è trasmessa a livello internazionale sulla piattaforma streaming Netflix.

## Trama
Ogni episodio della serie è autoconclusivo, e il filo conduttore di ognuno è l'incedere e il progredire delle nuove tecnologie, l'assuefazione ad esse e i loro rischi ed effetti collaterali. Vengono immaginate e ricreate diverse situazioni del recente passato, presente o futuro in cui una nuova invenzione tecnologica o un'idea paradossale ma realistica ha, in qualche modo, reso instabili la società e i sentimenti umani.

## Episodi
| Stagione         | Episodi | Distribuzione UK | Distribuzione Italia |
| ---------------- | ------- | ---------------- | -------------------- |
| Prima stagione   | 3       | 2011             | 2012                 |
| Seconda stagione | 3       | 2013             | 2013                 |
| Terza stagione   | 6       | 2016             | 2016                 |
| Quarta stagione  | 6       | 2017             | 2017                 |
| Quinta stagione  | 3       | 2019             | 2019                 |
| Sesta stagione   | 5       | 2023             | 2023                 |
| Settima stagione | 6       | 2025             | 2025                 |

## Produzione
Il 12 luglio 2012 la serie è stata rinnovata per una seconda stagione, composta da 3 episodi, come già la prima.
Il 9 gennaio 2014 il produttore Charlie Brooker ha annunciato l'intenzione di realizzare una terza stagione. Nell'agosto del 2014 è stato annunciato che un episodio speciale di Black Mirror sarebbe stato trasmesso durante il periodo natalizio.
Nel settembre 2015 Netflix ha acquistato i diritti della serie, annunciando una terza stagione di 12 episodi, in seguito divisa in due stagioni da sei episodi. La terza stagione è stata pubblicata globalmente il 21 ottobre 2016.
La quarta stagione è disponibile sulla piattaforma di streaming dal 29 dicembre 2017.
Il 28 dicembre 2018 è stato pubblicato il film interattivo Bandersnatch.
La quinta stagione, composta da tre episodi, è disponibile sulla piattaforma di streaming dal 5 giugno 2019.
Il 17 maggio 2022 la serie viene ufficialmente rinnovata per una sesta stagione che viene pubblicata su Netflix il 15 giugno 2023.
Il 14 marzo 2024 viene annunciata la settima stagione che viene pubblicata, sempre su Netflix, il 10 aprile 2025.

## Spin-off
Czarne Lusterko (in italiano Piccolo schermo nero) è il primo spin-off di Black Mirror, realizzato in Polonia. La serie è una produzione ufficiale del dipartimento polacco di Netflix: la direzione del progetto è stata affidata a Jacek Ambrosiewicz, il quale ha affidato la realizzazione dei 4 episodi a diversi YouTuber polacchi. Gli episodi sono disponibili sia su Netflix in Polonia, sia su YouTube, a partire dal 19 gennaio 2018.
| Titolo originale | Titolo italiano        | Youtuber           | Youtuber |
| ---------------- | ---------------------- | ------------------ | -------- |
| Rozstanie        | Separazione            | Krzysztof Gonciarz | [ 17 ]   |
| Suma szczęścia   | Calcolo della felicità | Martin Stankiewicz | [ 18 ]   |
| 1%               | 1%                     | G.F. Darwin        | [ 19 ]   |
| 69.90            | 69.90                  | emce□              | [ 20 ]   |

Stories From Our Future (in italiano Storie dal nostro futuro) è il secondo spin-off di Black Mirror, realizzato in America Latina. I tre episodi sono disponibili su YouTube a partire dal 10 giugno 2019.
| Episodio                | Durata | Youtuber      | Youtuber |
| ----------------------- | ------ | ------------- | -------- |
| Getting to Know You     | 6:47   | Lele Pons     | [ 23 ]   |
| The Healthy Alternative | 8:18   | Juanpa Zurita | [ 24 ]   |
| Cure for Loneliness     | 9:23   | Rudy Mancuso  | [ 25 ]   |

## Riconoscimenti
Nel 2012, Black Mirror ha vinto un International Emmy Award come miglior miniserie televisiva, e nel 2017 l'episodio San Junipero della terza stagione ha vinto l'Emmy Award come miglior film per la televisione. L’episodio USS Callister della quarta stagione si è invece aggiudicato quattro premi Emmy.